# Гекончик тянь-шанський
Гекончик тянь-шанський (Altiphylax tokobajevi) — вид геконоподібних ящірок родини геконових (Gekkonidae). Ендемік Киргизстану.

## Опис
Дрібні ящірки довжиною тулуба до 4,5 см і довжиною хвоста до 4 см. Спостерігається статевий диморфізм — самиці більші за самців. Загальною будовою схожий з іншими гекончиками, задні кінцівки (викривлені пальці) більше нагадують геконів роду Cyrtopodion. У самиць анальні пори не виражені. Пальці тонкі, криві. На верхній поверхні тулуба дрібні округлі гладкі горбки, що переходять на хвіст, вони розташовані невпорядковано. У носовій області до ніздрів торкається великий міжносовий щиток та дві дрібні додаткові носові лусочки. Пальці слабо викривлені. Кількість анальних пір, розвинених у самців, не перевищує 6—7. Хвостові сегменти слабо помітні — до 9-10 сегмента. Хвостові горбки опускаються на бічні поверхні хвоста до 6—8 сегмента. Хвіст знизу вкрито одним рядом збільшеної луски.
Забарвлення верхньої сторони тіла сірувато-буре, хвіст сірувато-вохристий. Поперек тулуба від шиї до основи хвоста проходить 6-7 широких смуг. На голові дві вохристо-бурі смуги. На верхній стороні хвоста чорні лінії перетворюються на невеликі чорні плями трикутної форми. Нижня поверхня тулуба рожево-біла з гіпсовим відливом. У молодих особин увесь хвіст має яскравий помаранчево-жовтий колір.

## Спосіб життя
Полюбляє глинясті денудіровані адири, майже позбавлені рослинності або вкриті рідкими кущами кураю. У цих біотопах гекончики зустрічаються під плитами пухкого сланцю та у вимоїнах на схилах крутизною до 45° на висотах над рівнем моря 1800 м (селище Байгончек) — 2100 м (селище Джергетал). Це «найвисокогірніший» з усіх гекончиків. Вони також живуть на лесових урвищах сезонних потоків і струмків, в ярах, порослих вербою, шипшиною й глодом. Можуть селитися і в будівлях, особливо у руїнах, де була помічена чисельність 30 особин на 170 м периметра стін і будівель. Ховаються у просторах під уламками скельних порід, щілинах, руїнах будівель, іноді норах гризунів. Тянь-шанські гекончики активні вночі, з'являються на поверхні у сутінках та на початку ночі. Харчується комахами, довгоносиками, цикадами, гусеню метеликів, а також павуками.
Виходять з зимівельних сховищ на початку травня. Ці гекони стають статевозрілими при досягненні довжини тіла 3,7-3,8 см. Це яйцекладні ящірки. У кладці 1-2 яйця розміром 10,5-12,5 х 6,8-9,0 мм. Через 94 дні з'являються молоді гекончики з довжиною тулуба 21,4 мм, хвоста — 19,2 мм. Для цього виду характерні колективні кладки.

## Розповсюдження
Зустрічається на обмеженому ареалі, в центральному Тянь-Шані у Киргизстані в басейнах річок Середній Нарин та Алабуга. Рідкісний вузький ареальний ендемічний вид, внесений до Червоної книги Киргизії.